# Ian Smith (Fußballspieler, 1998)
Ian Rey Smith Quirós (* 6. März 1998 in Guápiles) ist ein costa-ricanischer Fußballspieler.

## Karriere

### Klub
Er begann seine Karriere in der Jugend von Santos de Guápiles und ging hier im Sommer 2015 von der zweiten fest in die erste Mannschaft über. Nach einem Jahr folgte im Sommer 2016 eine Leihe zum schwedischen Klub Hammarby IF, wo er ein halbes Jahr verblieb, hier jedoch lediglich in deren U21-Mannschaft eingesetzt wurde. Nach seiner Rückkehr im Januar 2017 verblieb er noch ein weiteres Jahr bei seinem Stammklub und wechselte anschließend wieder nach Schweden – diesmal jedoch zum IFK Norrköping, wo er in den folgenden zwei Jahren zum Stammspieler wurde. Seit Sommer 2020 ist er wieder zurück in Costa Rica und läuft für LD Alajuelense auf.

### Nationalmannschaft
Sein erster bekannter Einsatz für die Nationalmannschaft war ein 1:0-Freundschaftsspielsieg über Schottland am 23. März 2018, nach weiteren Freundschaftsspielen war er anschließend auch Teil des Kaders bei der Weltmeisterschaft 2018, wo er beim 2:2-Gruppenspiel gegen die Schweiz eingesetzt wurde. Danach folgten exklusiv nur weitere Einsätze in Freundschaftsspielen, von denen das letzte am 26. März 2019 gegen Jamaika war.